# Grand Tour (программа)
Программа Grand Tour (с англ. — «Большое путешествие») — программа НАСА по отправке автоматических зондов к внешним планетам Солнечной системы. В рамках программы планировался запуск четырёх зондов, два из которых должны были посетить Юпитер, Сатурн и Плутон, а два других — Юпитер, Уран и Нептун. Значительная стоимость проекта, около $1 млрд, послужила причиной его замены на проект «Mariner Jupiter-Saturn», который впоследствии получил название «Вояджер».

## Предыстория
Идея проекта возникла в 1964 году, когда Гэри Флэндро из лаборатории реактивного движения НАСА указал на то, что соединение планет Юпитер, Сатурн, Уран и Нептун, которое должно было произойти в конце 1970-х годов, позволило бы приблизиться ко всем этим планетам с помощью одного зонда, запущенного по методу «гравитационного манёвра». 

## Grand Tour
В 1969 году НАСА создала рабочую группу по исследованию внешних планет (англ. Outer Planets Working Group), которая предложила программу с двумя миссиями, каждая из которых предполагала посещение трёх планет (включая Плутон, который в тот момент также рассматривался как планета). Эти миссии получили общее название Grand Tour. Первый запуск планировался в 1977 году (на Юпитер, Сатурн и Плутон), второй — в 1979 году на Юпитер, Уран и Нептун. Такая схема, по сравнению с одним запуском ко всем планетам, позволяла почти вдвое сократить общее время миссии: с тринадцати до семи с половиной лет. Рабочая группа также предложила разработать новый вид зонда под названием «Термоэлектрический зонд для исследования внешних планет» (англ. Thermoelectric Outer Planets Spacecraft (TOPS)):256 Новый зонд, спроектированный в Jet Propultion Laboratory (JPL) имел проектный срок эксплуатации более десяти лет.
В декабре 1971 года Конгресс отменил финансирование программы Grand Tour в пользу уже утверждённой программы «Спейс шаттл». Вместо этого НАСА было предложено ограничиться программой посещения двух планет с помощью двух зондов типа Маринер:260–261.

## Миссия Маринер Юпитер-Сатурн
Проект Маринер Юпитер-Сатурн был утверждён в начале 1972 года, с оценочной стоимостью 360 млн долл.:263.
Зонды должны были посетить Юпитер, Сатурн и спутник Сатурна Титан. Титан был включен в список, поскольку это единственный спутник в Солнечной системе, имеющий атмосферу. В марте 1977 года, всего за несколько месяцев до запуска, НАСА объявила конкурс на новое название проекта:269.

## «Вояджер»
Зонды получили названия «Вояджер» (англ. Voyager — Путник): Вояджер-1 для облёта Титана и Вояджер-2 для полёта по траектории Grand Tour. Запуски и траектории зондов планировались так, чтобы подстраховать достижение общих целей программы. Первым предполагалось запустить «Вояджер-2», при этом, из-за особенностей траектории, он достиг бы Сатурна через девять месяцев после «Вояджера-1». Это давало возможность скорректировать программу «Вояджер-2» в зависимости от результатов, полученных Вояджером-1, в частности, решить, стоит ли отправлять его по траектории Grand Tour.
Кроме того, если бы запуск Вояджера-2 закончился неудачно, то по траектории Grand Tour можно было бы отправить «Вояджер-1»:155 . Несмотря на вариант отмены облёта «Вояджером-1» Титана и перенаправления его на Сатурн и Плутон, Титан всё же считался более интересным объектом, особенно после того, как снимки зонда Пионер-11 показали наличие весьма существенной атмосферы Титана.
Несмотря на то, что атмосфера не позволила сделать чёткие снимки поверхности Титана, Вояджер-1 получил ценную информацию, включая убедительные доказательства существования озёр из жидких углеводородов на поверхности Титана. Поскольку полёт «Вояджера-1» оказался успешным, «Вояджер-2» получил добро на полёт к Урану и Нептуну, что и являлось изначально целью программы Grand Tour, начиная с 1964 года.